# Michel Sadelain
Michel J. W. Sadelain (* 21. April 1960 in Paris) ist ein Immunologe und Krebsforscher an der Columbia University. 
Sadelain gilt – gemeinsam mit Carl H. June – als Pionier der CAR-T-Zell-Therapie, einer Krebsimmuntherapie. Außerdem arbeitet er zur Stammzelltherapie bei verschiedenen Störungen der Blutbildung.
Sadelain erwarb 1984 mit der Arbeit Étude du système antigène-anticorps SSA dans le syndrome de Sjögren et le lupus érythémateux disséminé, relation avec le système SSB einen M.D. an der Universität Pierre und Marie Curie in Paris und 1989 einen Ph.D. an der University of Alberta in Kanada. Als Assistenzarzt arbeitete er am Centre Hospitalier Universitaire Saint-Antoine und als Postdoktorand bei Richard C. Mulligan am Massachusetts Institute of Technology (MIT). Seit 1994 arbeitete er am Memorial Sloan-Kettering Cancer Center in New York City, unter anderem als Gründungsdirektor des Center for Cell Engineering und Leiter des Gene Transfer and Gene Expression Laboratory. Zusätzlich hatte er eine Professur für Innere Medizin am Weill Cornell Medical College inne. 2024 wechselte er an die Columbia University, ebenfalls in New York City. Hier hat er wiederum eine Professur für Innere Medizin inne und er ist Gründungsdirektor der Columbia Initiative in Cell Engineering and Therapy.
Sadelain wurde 2003 zum aktiven Mitglied der American Society for Clinical Investigation gewählt. Er erhielt 2012 den William B. Coley Award des Cancer Research Institute und 2018 sowohl den Passano Award der Passano Foundation als auch den Pasteur-Weizmann/Servier International Prize, 2019 den Gabbay Award und den Prix International de l’INSERM, 2020 den Léopold-Griffuel-Preis. Für 2024 wurde ihm der Breakthrough Prize in Life Sciences zugesprochen. Ebenfalls 2024 wurde er mit dem Canada Gairdner International Award und dem Warren Alpert Foundation Prize ausgezeichnet sowie zum Mitglied der American Academy of Arts and Sciences gewählt. 2025 erhielt er den Internationalen König-Faisal-Preis und den Meyenburg-Preis.